# Proton Inspira
O Inspira é um sedan compacto de quatro portas produzido pela montadora malaia Proton que foi lançado em 10 de novembro de 2010. É vendido exclusivamente na Malásia como um rebadged da nona geração e atual Mitsubishi Lancer como o resultado de uma colaboração entre a Mitsubishi Motors e a Proton.
Algumas versões foram equipadas com transmissão continuamente variável (Câmbio CVT).